# The Human Centipede (First Sequence)
The Human Centipede (First Sequence)  je nizozemski horor iz 2010. kojeg je napisao i režirao Tom Six. 
Radnja se odvija oko njemačkog doktora koji otme troje turista, te kirurški povezuje njihove anuse i usta, stvarajući "ljudsku stonogu". Glavne uloge tumače Dieter Laser kao Dr. Heiter, te Ashley C. Williams, Ashlynn Yennie i Akihiro Kitamura kao njegove žrtve. Snimljen je i nastavak The Human Centipede II (Full Sequence) koji je objavljen 2011. godine.

## Radnja
Lindsay (Ashley C. Williams) i Jenny (Ashlynn Yennie), dvije Amerikanke na odmoru u Njemačkoj drogira i otme poludjeli Dr. Heiter (Dieter Laser), kod kojeg su potražile pomoć nakon što im se pokvario auto. Djevojke se bude u bolničkoj sobi u njegovom podrumu, zajedno s prethodno otetim vozačem kamiona (Rene de Wit) kojeg Heiter ubija jer "ne odgovara" s njima. Ubrzo doktor dovodi novu žrtvu, japanskog turista Katsura (Akihiro Kitamura). Tada im objašnjava da je svjetski poznati ekspert za odvajanje sijamskih blizanaca, međutim sanja o stvaranju novog stvorenja spajajući ljude međusobno, te im u detalje objašnjava kako će im najprije slomiti kosti u koljenu kako bi mogli hodati četveronoške, te kirurški povezati usta za anus, kako bi zajednički dijelili jedan probavni sustav. Lindsay pokuša pobjeći, no bez uspjeha, te je za kaznu Heiter stavlja u sredinu "stonoge", s Katsurom odnaprijed, te Jenny odiza.
Nakon operacije, doktor ih pokušava trenirat kao kućnog ljubimca, te s oduševljenjem gleda kada je Lindsay prisiljena progutati Katsurov izmet. Također, otkriva da Jenny pati od otrovanja krvi, te da će ubrzo umrijeti. Kada ga dvojica detektiva, Kranz (Andreas Leupold) i Voller (Peter Blankenstein) posjete radi istrage o nestalim turistima, odlučuje ih dodati "stonozi" kao zamjenu za Jenny. Pokuša ih drogirati no ne uspjeva, te detektivi zbog doktorovog sumnjivog ponašanja odlaze po nalog za pretres. Žrtve tada pokušavaju pobjeći, te Katsuro napadne Heitera, no doktor ih ipak kasnije uhvati. Katsuro mu tada priznaje da je zaslužio tu sudbinu jer je loše tretirao svoju obitelj, te počini samoubojstvo prerežući si grlo komadom stakla. Detektivi se vraćaju, te dok odvojeno pretražuju kuću, doktor se skriva kod bazena. Kranz otkriva bolničku sobu kada začuje pucanj. Tada pronalazi i žrtve, te mrtvo tijelo Vollera u bazenu. Heiter upuca Kranza u trbuh, a on njega u glavu, te obojica umiru. Jenny također umire od svoje infekcije, ostavljajući Lindsay samu u kući zarobljenu između mrtvih tijela Katsura i Jenny.

## Uloge
- Dieter Laser kao Dr. Josef Heiter
- Ashley C. Williams kao Lindsay
- Ashlynn Yennie kao Jenny
- Akihiro Kitamura kao Katsuro
- Rene de Wit kao vozač kamiona
- Andreas Leupold kao detektiv Kranz
- Peter Blankenstein kao detektiv Voller

## Reakcije
Film je dobio mješane recenzije, na stranici Rotten Tomatoes dato mu je 50% "rotten" na temelju 90 recenzija, s prosječnom ocjenom 5.2 od 10, dok je na Metacriticu dobio prosječnu ocjenu 33% na temelju 15 recenzija.
Godine 2011. snimljen je nastavak The Human Centipede II (Full Sequence), te je planiran i treći dio nazvan The Human Centipede III (Final Sequence).
Film je često parodiran, kao npr. u pornografskoj parodiji The Human Sexipede, te u epizodi South Parka "HUMANCENTiPAD".

## Vanjske poveznice
- Službena stranica
- The Human Centipede (First Sequence) u internetskoj bazi filmova IMDb-a